# Jerk (Canción de Oliver Tree)
"Jerk" es una canción del cantante estadounidense Oliver Tree, lanzada originalmente el 17 de julio de 2020, como parte de su álbum de estudio Ugly Is Beautiful. 
Tras su lanzamiento, la canción se destacó en gran medida entre los críticos musicales que revisaron el álbum. Conocido por sus "gemidos frecuentados", el escritor de Pitchfork, Cat Zhang, hizo comparaciones con Billie Joe Armstrong, mientras que Ben Jolly de NME describió la canción como "un himno anti-bullying en espera". Tree canta sobre sus experiencias de ser un paria y finalmente se da cuenta de que su odio por los idiotas es "una espada de doble filo".

## Remix de Southstar
El DJ y productor alemán Southstar lanzó un remix de la canción el 9 de mayo de 2022 titulado "Miss You". Más tarde fue relanzado como sencillo el 30 de julio de 2022 a través de B1. El 12 de octubre de 2022 se lanzó una "versión acelerada" de la canción. Debutó en el número 88 en Alemania y llegó al top 10 en octubre, así como al top 40 en Austria, Irlanda, Lituania y Suiza.
| Gráfico (2022)                            | Posición más alta |    |
| ----------------------------------------- | ----------------- | -- |
| Australia (ARIA)                          | 61                |    |
| Austria (Ö3 Austria Top 40)               | 6                 |    |
| Canadá (Canadian Hot 100)                 | 98                |    |
| República Checa (Singles Digitál Top 100) | 54                |    |
| Finlandia (OFC)                           | 20                |    |
| (SNEP)                                    | 130               |    |
| Alemania (Offizielle Deutsche Charts)     | 6                 |    |
| Global 200 (Billboard)                    | 71                |    |
| Irlanda (IRMA)                            | 11                |    |
| Lituania (AGATA)                          | 3                 |    |
| Países Bajos (Mega Single Top 100)        | 30                |    |
| Nueva Zelanda (Recorded Music NZ)         | 39                |    |
| Noruega (VG-lista)                        | 28                |    |
| Portugal (AFP)                            | 98                | 98 |
| Eslovaquia (Singles Digitál Top 100)      | 30                |    |
| Suecia (Sverigetopplistan)                | 53                |    |
| Suiza (Schweizer Hitparade)               | 11                |    |
| Reino Unido (UK Singles Chart)            | 23                |    |
| Reino Unido (UK Dance Chart)              | 8                 |    |
| US Hot Dance/Electronic Songs (Billboard) | 11                |    |